# Hewlett Johnson
Hewlett Johnson (* 25. Januar 1874 in Manchester; † 22. Oktober 1966 in London) war ein anglikanischer Geistlicher. Als Dekan an der Kathedrale von Canterbury von 1931 bis 1961 war er als „der rote Dekan von Canterbury“ bekannt.

## Leben
Johnson, Sohn eines Arbeiters, arbeitete ab 1895 als Ingenieur in einer Lokomotivenfabrik, wo ihn Kollegen für den Sozialismus gewannen. 1900 begann er ein Theologiestudium in Oxford und arbeitete nach der Ordination zum Diakon im Jahr 1905 in der Pfarrei Altrincham nahe Manchester. Wegen seines Eintretens für den Marxismus wurde er seit 1917 vom MI5 überwacht. Im Jahr 1924 wurde er Dekan (Dean) an der Kathedrale von Manchester. 1931 wurde er auf Vorschlag Ramsay MacDonalds zum Dekan von Canterbury ernannt. Erst mit 89 Jahren trat er 1961 von diesem Amt zurück.
Johnson, der ein Anhänger des religiösen Sozialismus und vorbehaltloser Unterstützer der Sowjetunion war, wurde bekannt, als er die Entwicklung in der Sowjetunion der Fünfjahrespläne mit der im Westen während der Weltwirtschaftskrise gegenüberstellte. Er reiste 1934 und ein zweites Mal 1937 in die Sowjetunion. 1945 wurde er mit dem Orden des Roten Banners der Arbeit und 1951 mit dem Internationalen Stalinpreis für die Festigung des Friedens zwischen den Völkern ausgezeichnet.
Johnson stiftete ein nach ihm benanntes Friedensstipendium.

## Publikationen
- Ein Sechstel der Erde, 1939; englisch: The Socialist Sixth of the World. (Online-Ressource), dt. Übersetzung 1947
- Marxism and the individual, 1943 (Online-Ressource)
- Ein Viertel der Menschheit. Chinas neues schöpferisches Zeitalter. dt. Übersetzung 1954
- Searching for Light (Autobiographie), 1968